# 长脸艾蛛
长脸艾蛛（学名：Cyclosa omonaga），又名長臉塵蛛，为园蛛科艾蛛属的动物。分布于日本、台湾岛以及中国大陆的安徽、浙江、湖南、四川、云南等地。该物种的模式产地在台湾。